# 영동 당곡리 십이장신당
영동 당곡리 십이장신당(永同 堂谷里 十二將神堂)은 충청북도 영동군 영동읍 당곡리에 있는 십이장신당이다. 1976년 12월 23일 충청북도의 민속문화재 제2호로 지정되었다.

## 개요
중국 『삼국지』에 나오는 12장군의 초상화와 관우장군의 적토마 그림을 모셔 놓은 동제당의 일종으로, 장군들 가운데 관우장군을 주신으로 섬기기 때문에 '관우신당', '관왕묘'라고도 부른다. 처음에는 상촌면 고자리 산중에 자리하고 있었으나, 당시 군수의 꿈에 관우장군이 나타나 고곡리로 이전하기를 원하여 이곳으로 옮기고, 지명도 신당이 있는 골짜기라 하여 '당곡'으로 바꾸어 부르게 되었다 한다.
건물은 앞면 2칸·옆면 1칸의 마루와 신당(그림을 모셔놓은 곳)으로 구성된 목조 기와집으로, 옆면에서 볼 때 지붕선이 '사람 인(人)'자 모양과 비슷한 맞배지붕을 얹었다. 건물 오른쪽에는 사방 1칸짜리 조그마한 별채가 있는데, 이곳에 적토마 그림이 걸려있다.
정확한 건립연대를 알 수는 없으나, 임진왜란 이후 전국적으로 관왕묘가 생기기 시작하였기 때문에 이 무렵 즈음에 건립한 것으로 보인다. 관우장군을 숭배하는 관왕묘 신앙과 말을 신격화하여 섬기는 말(馬)신앙이 복합된 형태로, 신화적인 측면을 바탕으로 발전한 민간신앙의 한 단면을 보여주는 좋은 예라 할 수 있다.
장군신에 대한 제사는 관청이 주관해 왔으나, 당곡리로 이전한 후에는 매년 음력 정월 14일 마을사람들이 유교식으로 직접 제사를 지내오고 있다.

## 참고 자료
- 영동 당곡리 십이장신당 - 국가유산청 국가유산포털